# Avancinio Avancini
Avancinio Avancini (Pavia, 15 febbraio 1866 – Rogoredo, 23 settembre 1939) è stato uno scrittore e giornalista italiano.

## Biografia
Di origine trentina visse e lavorò a Milano. Fu forte sostenitore della causa dell'irredentismo trentino.
Giornalista pubblicista, aderente al realismo, fu romanziere dalla scrittura semplice.
Tra le sue opere "Novelle Lombarde".

## Pubblicazioni
- Storia letteraria d'Italia dal 1800 ai nostri giorni - Milano, Vallardi, 1933.
- Va pensiero. Romanzo storico degl'irredenti (1847-1849). Milano, Casa Editrice Ceschina, 1938.